# Světové dny mládeže 2023
Světové dny mládeže 2023 se konaly od 1. srpna do 6. srpna v portugalském Lisabonu. Místo konání oznámil papež František v neděli 27. ledna 2019 na závěrečné mši Světových dnů mládeže 2019 v Ciudad de Panamá. Původně se měly konat v roce 2022, ale kvůli pandemii koronaviru byly odložené na rok 2023. S papežem se zde setkalo více než 1,5 milionu lidí, z toho 3000 českých poutníků.

## Hymna
| Há Pressa no Ar 1. From far and wide to gather in this place We spread our wings and here we are, And with Mary proclaiming our Yes We seek to serve and follow the will Of the Lord, our Father Chiamati ad essere come Cristo Gesù, Vogliamo dare, diventare, Docili al sì, essere come Maria. Refrén: Todos vão ouvir a nossa voz, Levantemos braços, há pressa no ar. Jesus vive e não nos deixa sós: Não mais deixaremos de amar. 2. Tú que te buscas saber quién eres parte a descubrir, ven a ver lo que vi. Ven con nosotros a mirar más allá, de lo que haces y que no te deja reír y amar. Oublie le passé, ne dis pas non. Écoute donc ton coeur, Et pars sans peur sur cette mission. Ref: Todos vão ouvir a nossa voz... 3. È stata Maria ad accogliere per prima La grande sorpresa della vita per sempre. Fiduciosa e semplice, volle ricevere il grande mistero di un Dio che è Per te e per me No puedo callar, no puedo dejar de cantar: “Mi Señor, cuenta conmigo, ¡no más callaré!” Ref: Todos vão ouvir a nossa voz... 4. Sans aucun doute sur sa mission, Si jeune, Marie quitte promptement Sa maison et part dans les montagnes Voir Elisabeth et trouve immédiatement Salutation, communion. Le fruit est béni, c'est mon Seigneur! And I want to hear: You trusted in my word and happiness is yours! Ref: Todos vão ouvir a nossa voz... | Ve vzduchu je spěch 1. Vydali jsme se z celého světa sem S letadlem jsme se vznesli nad naši zem Abychom s Marií vyznali své ano A plnili vůli Pána, Otce našeho Jsme povoláni býti s Ježíšem A tak chceme se dát A chceme říct ano Tak jako matka Jeho Refrén: Slyšte všichni náš hlas Zvedněte svoje dlaně, vzduchem se zpráva nese že Ježíš žije pro mě a neopouští nás Tak milovat nepřestaňme se 2. To co ty hledáš, pojď sem objevit To co já viděl, na vlastní oči spatř To co bere ti smích a brání se smát Nech za sebou napořád Neříkej ne, neohlížej se zpět Naslouchej svému srdci a ne tomu, co chce svět Ref: Slyšte všichni náš hlas... 3. Buď součástí beze strachu jeho plánu Tak jako Maria, která první přijala zprávu O tom, že život nekončí přece Chtěla přijmout s důvěrou Velké tajemství z nebe Od Boha, který je pro mě i pro tebe Ref: Slyšte všichni náš hlas... 4. Nemůžu být zticha, přestat křičet Můj Pane počítej se mnou Já nechci mlčet Bez pochyb o svém úkolu byla Opustila dům a vydala se do hor Kde její příbuzná Alžběta žila Požehnaný plod života tvého To je můj Pán A taky chci slyšet a ne sám: Protože jsi uvěřil, navždy šťastný buď Ref: Slyšte všichni náš hlas... |